# Chartreuse de Poleteins
La chartreuse de Poleteins est une ancienne abbaye de moniales chartreuses, en activité du XIIIe au début du XVIIe siècle, située dans l'Ain, sur la commune de Mionnay.

## Histoire

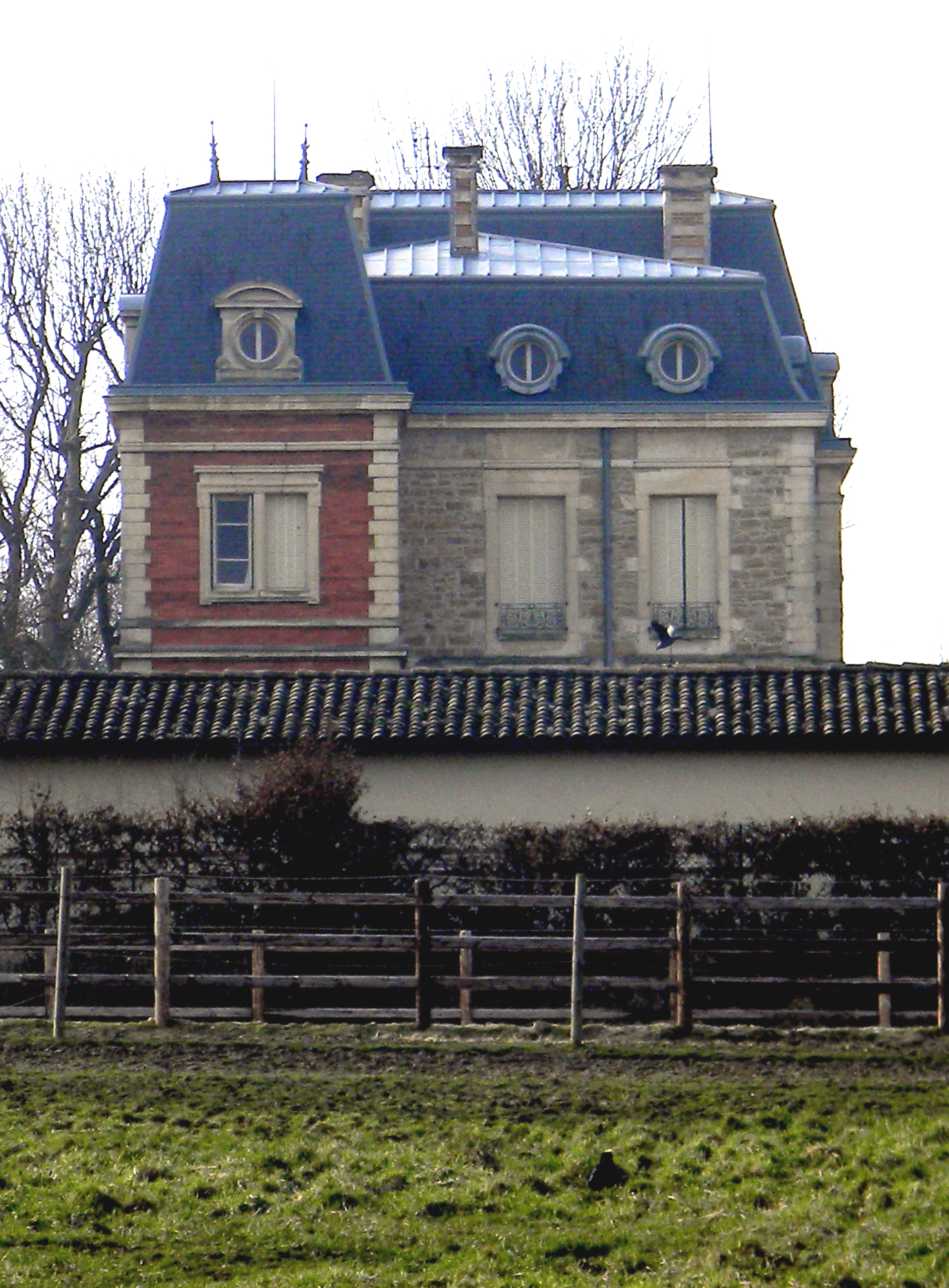
Vue du château de Polleteins.

Elle est fondée en 1230 ou 1238, grâce à un don de Marguerite de Baugé, femme de Humbert V de Beaujeu, et dont leur fille Jeanne de Beaujeu, fut la prieure.
Le pape Innocent IV encouragea et soutint financièrement le développement de ce monastère.
La chartreuse est particulièrement connue pour sa quatrième prieure (entre 1286 et 1310), Marguerite d'Oingt, poétesse, mystique et érudite.
La première crise importante qui frappe le monastère a lieu en 1457, lors d'une grande épidémie de peste noire. Douze religieuses succombent à la maladie. La seconde est l'invasion du monastère par les huguenots, en 1562 : les moniales sont forcées de quitter leur isolement et de se réfugier à Montluel.
Après l'apaisement des tensions religieuses consécutif à la signature de l'Édit de Nantes, Bernard  Barjot, recteur de la chartreuse de Lyon est  délégué à Rome dès 1605 pour obtenir la restitution de la chartreuse de Poleteins où il décede en 1607, les religieuses regagnent le monastère, mais, réunies en chapitre, elles sont obligées de constater que l'idéal monastique n'est plus le même ; elles intègrent donc en 1605, un autre monastère, celui de Salettes dans le diocèse de Lyon.
Claude de Hée, recteur de la chartreuse de Lyon de 1607 à 1616, réside et administre Poleteins à partir de 1616.
En 1639, le général de l'ordre accorde les revenus de la maison de Poleteins à la chartreuse de Lyon.
À la Révolution française, le monastère est vendu à un particulier. En 1873, la dernière chapelle subsistante est détruite. Aujourd'hui, à l'emplacement de la chartreuse de Poleteins, s'élève un château du XIXe siècle entouré de bâtiments qui forment le haras de Polletins.